# Mezinárodní Man Bookerova cena

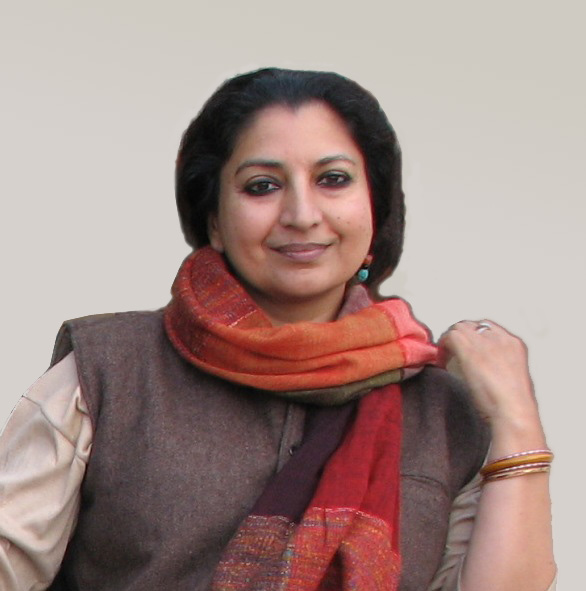
Gítáňdžali Šríová, držitelka ceny za rok 2022

Mezinárodní Man Bookerova cena (anglicky: Man Booker International Prize) je mezinárodní literární cena pro žijícího spisovatele jakékoliv národnosti za beletrii publikovanou anglicky nebo běžně přístupnou v anglickém překladu. Je udělována od roku 2005 a představuje doplněk Man Bookerovy ceny. Původně byla cena udělována jednou za dva roky, od roku 2015 je udělována každoročně.

## Laureáti
- 2005 – Ismail Kadare (Albánie)[1]
- 2007 – Chinua Achebe (Nigérie).[1]
- 2009 – Alice Munroová (Kanada)[1]
- 2011 – Philip Roth (Spojené státy americké)[1]
- 2013 – Lydia Davis (Spojené státy americké)[2]
- 2015 – László Krasznahorkai (Maďarsko)
- 2016 – Han Kang (Jižní Korea): The Vegetarian (z korejštiny přeložila Deborah Smith), česky Vegetariánka [3]
- 2017 – David Grossman (Izrael): (סוס אחד נכנס לבר‎, do angličtiny přeložila Jessica Cohen A Horse Walks Into a Bar, česky Přijde kůň do baru)[4][5]
- 2018 – Olga Tokarczuková (Polsko): Bieguni (do angličtiny přeložila Jennifer Croft Flights, česky Běguni)[6]
- 2019 – Jokha al-Harthiová (Omán): Celestial Bodies, z arabštiny přeložila Marilyn Booth [7]
- 2020 – Marieke Lucas Rijneveld (Nizozemsko): The Discomfort of Evening, z nizozemštiny přeložila Michele Hutchison [8]
- 2021 – David Diop (Francie) At Night All Blood is Black (z francouzského originálu Frère d’âme přeložila Anna Moschovakis)[9]
- 2022 – Gítáňdžali Šríová (Indie)[10]
- 2023 – Georgi Gospodinov (Bulharsko): Time Shelter (bulharsky Времеубежище)
- 2024 – Jenny Erpenbecková (Německo): Kairos[11]

## Česká stopa
Na Mezinárodní Man Bookerovu cenu byl z českých spisovatelů nominován v roce 2009 Arnošt Lustig.